# Omar Larrosa
Omar Ruben Larrosa (født 18. november 1947 i Buenos Aires, Argentina) er en tidligere argentinsk fodboldspiller, der som midtbanespiller på Argentinas landshold var med til at vinde guld ved VM i 1978 på hjemmebane. Han spillede i alt elleve landskampe.
På klubplan spillede Larrosa primært for Huracán og Independiente hvor han begge steder var med til at vinde det argentinske mesterskab. Han havde også ophold hos Boca Juniors, Argentinos Juniors, Vélez Sarsfield og San Lorenzo, samt guatemalanske CSD Comunicaciones.

## Titler
Primera División de Argentina
- 1970 (Nacional) med Boca Juniors
- 1973 (Metropolitano) med Huracán
- 1977 (Nacional) og 1978 (Nacional) med Independiente

VM
- 1978 med Argentina